# Тиреотропный гормон
Тиреотропный гормон, или ТТГ, тиреотропин, тиротропин (англ. thyrotropine, TSH, thyroid stimulating hormone) — тропный гормон передней доли гипофиза.

## Химический состав
По химическому строению тиротропин является гликопротеидным гормоном.
Тиреотропный гормон состоит из двух субъединиц (α и β), связанных между собой нековалентной связью. α-субъединицы также представлены в других гормонах (фоллитропин, лютропин, хорионический гонадотропный гормон).
Каждый из этих гормонов также имеет β-субъединицы, которые и обеспечивают специфическое связывание гормонов со своими рецепторами.
Рецепторы тиреотропина находятся на поверхности эпителиальных клеток щитовидной железы. Отдельные субъединицы не активны. Выделенный тиреотропин действует и на аденогипофиз, в результате чего тормозит свой синтез.
Аналогичный гормон также секретируется в эпифизе.

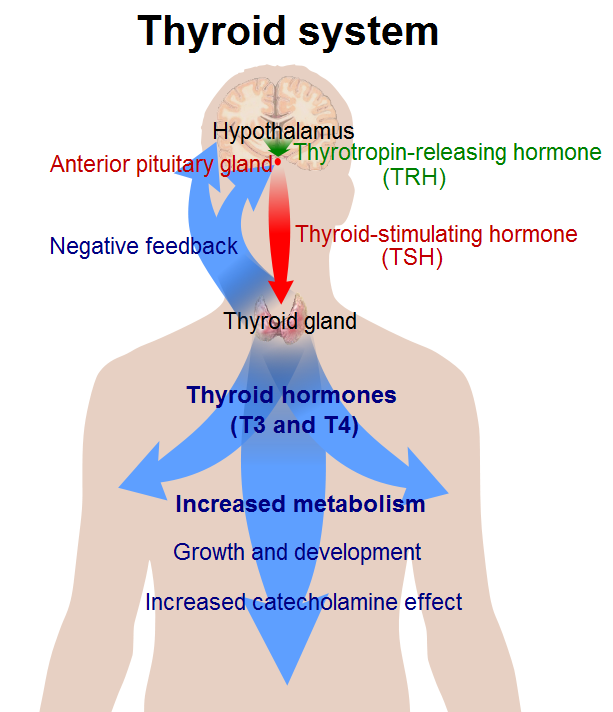
Thyroid system

## Регуляция выделения тиреотропина
Выделение тиреотропина регулируется системой с отрицательной обратной связью, а также рилизинг-факторами, которые выделяются нейросекреторными клетками гипоталамуса.

## Физиологическая роль
Тиреотропин, воздействуя на специфические рецепторы, находящиеся на поверхности эпителиальных клеток щитовидной железы, стимулирует выработку и активацию тироксина. Рецептор тиреотропина относится к суперсемейству мембранных GPCR, сопряженных с Gs-белком (белком, активирующим аденилатциклазу). Активируя аденилатциклазу, он увеличивает потребление йода клетками железы. Последующее увеличение уровня сАМР обусловливает действие ТТГ на биосинтез трийодтиронина (Т3) и тироксина (Т4) (синтез длится около минуты), которые являются важнейшими гормонами, регулирующими рост и развитие.
Кроме того, тиреотропин вызывает некоторые длительные эффекты, для проявления которых требуется несколько дней.
Это, например, увеличение синтеза белков, нуклеиновых кислот, фосфолипидов, увеличение количества и размеров тиреоидных клеток.
Между концентрациями свободного Т4 и ТТГ в крови существует обратная зависимость: превышение концентрации тироксина (Т4) некоторого уровня приводит к снижению выработки ТТГ, понижение концентрации Т4 относительно этого уровня повышает выработку гормона.
Тиреотропин, воздействуя на периферические рецепторы к ТТГ в щитовидной железе, также повышает активность селен-зависимой монодейодиназы периферических тканей и чувствительность рецепторов тканей к тиреоидным гормонам, тем самым как бы «подготавливая» ткани к воздействию тиреоидных гормонов.

## Особенности тиреотропина
Для тиреотропина характерны суточные колебания секреции.
Наибольшая концентрация ТТГ в крови наблюдается в 2–4 часа ночи, ненамного она понижается до 6–8 часов утра, наименьшее количество ТТГ приходится на 17–19 часов.
При бодрствовании ночью нормальный ритм секреции этого гормона нарушается. Концентрация тиреотропина понижается при беременности. Также с возрастом ТТГ становится немного больше, уменьшается выброс гормона в ночное время суток.
В больших концентрациях и при продолжительном воздействии тиротропин вызывает пролиферацию ткани щитовидной железы, увеличение её размеров и массы, увеличение количества коллоида в ней, то есть её функциональную гипертрофию.